# Et cetera
etc je latinska kratica za et cetera, analogna slovenski kratici itd (in tako dalje)